# Swenson Arts and Technology High School
Swenson Arts and Technology High School (Swenson High School) – formalnie znana jako „Swenson Skills Center”, jest szkołą średnią o profilu technicznym/zawodowym, położoną w północno-wschodniej części Filadelfii w Pensylwanii. 
Szkoła jest jedną z niewielu szkół średnich w okręgu szkolnym Filadelfii, do których przyjmowane są dzieci o specjalnych kwalifikacjach. Do szkoły uczęszczają uczniowie od dziewiątej do dwunastej klasy z całego miasta. Uczy się w niej około 800 uczniów.